# چیکاگه اوگی
چیکاگه اوگی (انگلیسی: Chikage Oogi; ۱۰ مهٔ ۱۹۳۳ – ۹ مارس ۲۰۲۳) بازیگر، و سیاستمدار اهل ژاپن بود.